# 카와키타 사이카의 작품 목록
이 문서는 S1 NO.1 STYLE 소속의 카와키타 사이카의 작품 목록이다.

## 성인 비디오

### 2018년
| 발매일          | 비디오 제목                                                            | ID      | 비고 |
| --------------- | ---------------------------------------------------------------------- | ------- | ---- |
| 2018년 4월 19일 | 신인 NO.1 STYLE 카와키타 사이카 AV 데뷔                                | SSNI190 |      |
| 2018년 5월 19일 | 쾌감! 초·체·험 8채화의 섹스 듬뿍 차분히 보여줍니다. 3본방 240분 스페셜 | SSNI216 |      |
| 2018년 6월 19일 | 사이카랑 하메마쿠리 이챠이챠 동거하자                                  | SSNI240 |      |
| 2018년 7월 19일 | 어울리는 체액, 농밀섹스 완전 노컷 스페셜                               | SSNI266 |      |
| 2018년 8월 19일 | 카와키타 사이카의 두근두근 풍속 첫 체험 봉사 7회전풀코스               | SSNI288 |      |
| 2018년 9월 19일 | 카와키타 생애 첫 트랜스 성교새우 휨, 경련, 대절정 오가즘 180분 스페셜  | SSNI309 |      |

### 2019년
| 발매일          | 비디오 제목                                               | ID      | 비고 |
| --------------- | --------------------------------------------------------- | ------- | ---- |
| 2019년 3월 19일 | 카와키타 사이카 첫 베스트 전 6 타이틀 8시간 컴플리트 BEST | OFJE186 |      |

### 2021년
| 발매일           | 비디오 제목 | ID      | 비고 |
| ---------------- | --- | ------- | ---- |
| 2021년 7월 13일  | 미공개 영상 수록 프리미엄 에디션! 디렉터스 컷판 신인 NO.1 STYLE 카와키타 사이카 AV 데뷔                                                                                   | SSIS160 |      |
| 2021년 7월 19일  | 미공개 영상 수록 프리미엄 에디션! 쾌감! 초·체·험 8채화의 섹스 듬뿍 차분히 보여줍니다. 3본방 240분 스페셜                                                                  | SSIS161 |      |
| 2021년 7월 19일  | 카와키타 사이카 Re:start! | SSIS129 |      |
| 2021년 7월 25일  | 미공개 영상 수록 프리미엄 에디션! 어울리는 체액, 농밀섹스 완전 노컷 스페셜                                                                                                | SSIS163 |      |
| 2021년 7월 25일  | 미공개 영상 수록 프리미엄 에디션! 디렉터스 컷판 사이카와 하메마쿠리 이차이차 동거하자                                                                                     | SSIS162 |      |
| 2021년 8월 1일   | 미공개 영상수록 프리미엄 에디션! 디렉터스컷판 하북채화의 두근두근 풍속 첫체험 봉사 7회전 풀코스                                                                           | SSIS164 |      |
| 2021년 8월 1일   | 미공개 영상 수록 프리미엄 에디션! 하북채화 생애 첫 트랜스 성교새우 휨, 경련, 대절정 오가즘 180분 스페셜                                                                   | SSIS165 |      |
| 2021년 8월 19일  | 카와키타 사이카 Re:Start! 2장 진심 절정 3본방 4K 초화질로 어른이 된 채화의 부끄러운 모습 듬뿍 차분히 보여드리겠습니다 스페셜                                              | SSIS158 |      |
| 2021년 9월 28일  | 카와키타 사이카 Re:start!3장 Deep Impact 사이카의 딥 KISS & DEEP 페라치오                                                                                                 | SSIS194 |      |
| 2021년 10월 26일 | Re:Start! 제4장 가호쿠 아야카의 “소” 찻집 SEX 문서 | SSIS222 |      |
| 2021년 11월 23일 | 카와키타 사이카의 10가지 변화 극상 자위 지원 | SSIS252 |      |
| 2021년 11월 25일 | VR NO.1STYLE 카와키타 사이카 해금 | SIVR171 |      |
| 2021년 12월 28일 | 총 29명! 긴 자 16시간! 총 169코너 수록! 너무 사치스러운 디스크 4장 세트! No.1AV 메이커에서 올해 가장 많이 팔린 걸작 100타이틀 전 수록!초호화 2021년 S1 여배우 올스타 BEST | OFJE343 |      |
| 2021년 12월 28일 | 연하의 나를 미치게 하는 22살 미인 귀여운 가정교사 카와키타 아야카 | SSIS280 |      |

### 2022년
| 발매일           | 비디오 제목 | ID      | 비고 |
| ---------------- | --- | ------- | ---- |
| 2022년 1월 11일  | 첫 판매 BEST of BEST 복주머니 2022 S1 여배우 총 35명들이 신춘 올섹스 150 연발                                                                               | OFJE345 |      |
| 2022년 1월 25일  | 당신에게 기대어 부드럽게 자멘 짜내는 S1 여배우 24명의 시코시코 드림 그 기분은 SEX 이상! 손코끼 연속 사정 100연발 스페셜                                     | OFJE347 |      |
| 2022년 1월 25일  | 신 교차 체액 농밀섹스 완전 노컷 5본방 | SSIS308 |      |
| 2022년 2월 22일  | 101의 인기척 호야호야 민감마●이따로 쫓아 푸쉬 BEST~잇는 직후인데도 초만에 번쩍이고 그대로 쭉-익 리필 섹스 101연발~                                          | OFJE351 |      |
| 2022년 2월 22일  | 카와키타 사이카가 봉사해주는 최고급 5성 소프랜드 | SSIS334 |      |
| 2022년 3월 3일   | 카와키타 사이카가 키스로 가득히 치유해줄게 | SIVR191 |      |
| 2022년 3월 22일  | 한 달의 금욕을 거쳐 본능대로 탐하고 초조하게 굴며 신이 난다. 구애 오르가즘 교미                                                                             | SSIS361 |      |
| 2022년 4월 12일  | 에스원 NO.1 테라피스트들이 치●포가 바보가 될 때까지 누이해주는 로저스 남성 에스테틱 100명 가게에 오신 것을 환영합니다 8시간 BEST                            | OFJE357 |      |
| 2022년 4월 20일  | 카와키타 사이카가 유혹해오는 두근두근 몰입 상황 3가지 | SIVR204 |      |
| 2022년 4월 26일  | 당신을 바라보고 놓지 않아...단둘만의 상황에서 계속 당신만을 바라보고 SEX해주는 완전주관 50코너 8시간 베스트                                                 | OFJE359 |      |
| 2022년 4월 26일  | 사이카의 입으로 얼굴마사지 | SSIS387 |      |
| 2022년 5월 10일  | 총 42명! 거센 기승위 100연발! 외모, 스타일, 에로움을 120% 즐길 수 있는 S급 여배우가 격렬하게 아름답게 춤을 추는 쾌감 말타기 러쉬 8시간                      | OFJE361 |      |
| 2022년 5월 24일  | S1 여배우, 날다. 안면 편차치 MAX의 미녀들이 천박하게 땀 · 조수 · 아헤안 일제 해방하는 뇌즙 다다미 누출 세크 8 시간                                          | OFJE363 |      |
| 2022년 5월 24일  | 10발 사정해도, 아침을 맞이해도, 카와키타 사이카에게 오로지 범하고 싶다...                                                                                   | SSIS413 |      |
| 2022년 6월 12일  | 카와키타 사이카랑 VR로 동거하자! | SIVR212 |      |
| 2022년 6월 14일  | 하북채화랑 VR로 동거하자!섹스도 자위도 금지된 무라무라 전개 문서 금욕이 끝난 성욕 개방 SEX도 치●포 간청 리필 SEX도 전부 수록!!S1 금욕 시리즈의 BEST of BEST | OFJE365 |      |
| 2022년 6월 28일  | K 촬영영상 완전주관 자위 지원 | SSIS440 |      |
| 2022년 7월 21일  | S1 VR 베스트 2탄 도입~전희~섹스까지 완전 노컷 녹화 대볼륨 1005분!엄선 20명! 초몰입 20본방                                                                   | SIVR223 |      |
| 2022년 7월 26일  | S1 여배우 46명이 새우튀김 대절정! 추격 피스톤으로 마코바보가 될 때까지 비큰비큰 대경련 끝내기 100본방                                                       | OFJE371 |      |
| 2022년 7월 26일  | 카와키타 사이카의 농후한 타액 성교 | SSIS468 |      |
| 2022년 8월 9일   | REIWABESTHITS!! 일본 No.1AV 메이커 S1에서 레이와 역사상 가장 많이 팔린 75타이틀 12시간 베스트                                                               | OFJE373 |      |
| 2022년 8월 23일  | 가장 사랑하는 사람과 몇 년만의 재회… 함께 보낼 수 있는 단 몇 시간은 자는 동안에도 아껴 SEX를 하고 싶다.                                                     | SSIS499 |      |
| 2022년 9월 3일   | 너 자는 것 뿐이야. 카와키타 사이카가 다가오는 천장 특화 3가지 상황                                                                                          | SIVR226 |      |
| 2022년 9월 27일  | 인생 첫 절정, 그 너머로 | SSIS531 |      |
| 2022년 10월 11일 | 카와키타 사이카 Re: start! 1st BEST 12집 12시간 | OFJE380 |      |
| 2022년 10월 11일 | 일본제일의 초단체 AV 메이커 S 12022 년 상반기 베스트 셀러 12시간                                                                                            | OFJE381 |      |